# القمة الخليجية 2022 (الرياض)
قمة مجلس التعاون الخليجي 2022 أو القمة الخليجية 43 ، عقدت القمة في يوم الجمعة 9 ديسمبر 2022 في الرياض عاصمة المملكة العربية السعودية برئاسة صاحب السمو الملكي الأمير محمد بن سلمان آل سعود ولي العهد رئيس مجلس الوزراء بالمملكة العربية السعودية نيابة عن خادم الحرمين الشريفين الملك سلمان بن عبدالعزيز آل سعود ملك المملكة العربية السعودية وترأست هذه الدورة سلطنة عمان.

## المشاركون

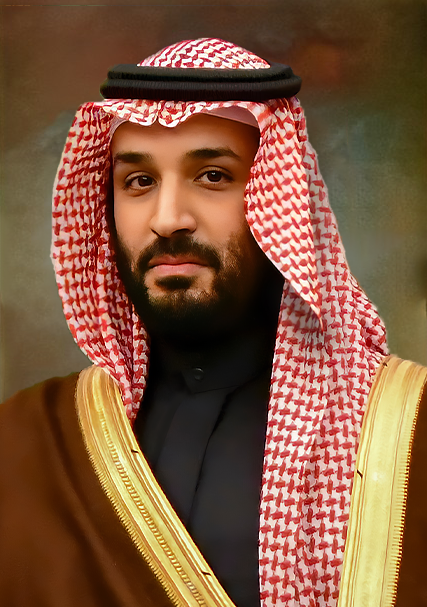
المملكة العربية السعودية صاحب السمو الملكي الأمير محمد بن سلمان آل سعود ولي العهد رئيس مجلس الوزراء (رئيس الأجتماع)
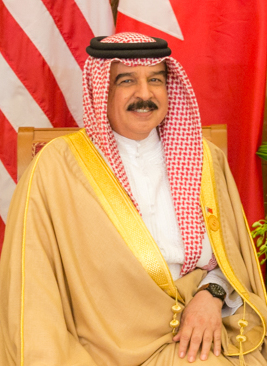
مملكة البحرين صاحب الجلالة الملك حمد بن عيسى آل خليفة ملك مملكة البحرين
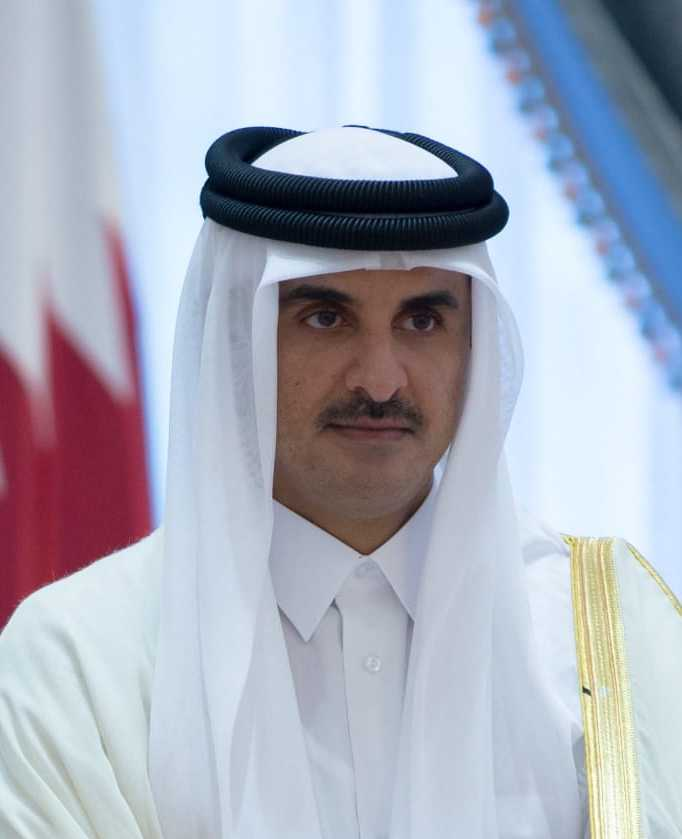
دولة قطر صاحب السمو الشيخ تميم بن حمد آل ثاني أمير دولة قطر
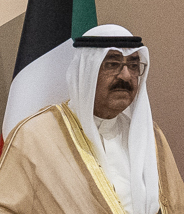
دولة الكويت سمو الشيخ مشعل الأحمد الجابر الصباح ولي عهد دولة الكويت
دولة الإمارات العربية المتحدة صاحب السمو الشيخ حمد بن محمد الشرقي حاكم إمارة الفجيرة
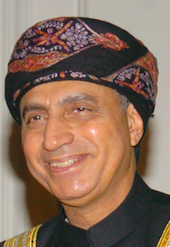
سلطنة عمان صاحب السمو السيد فهد بن محمود آل سعيد نائب رئيس الوزراء لشؤون مجلس الوزراء
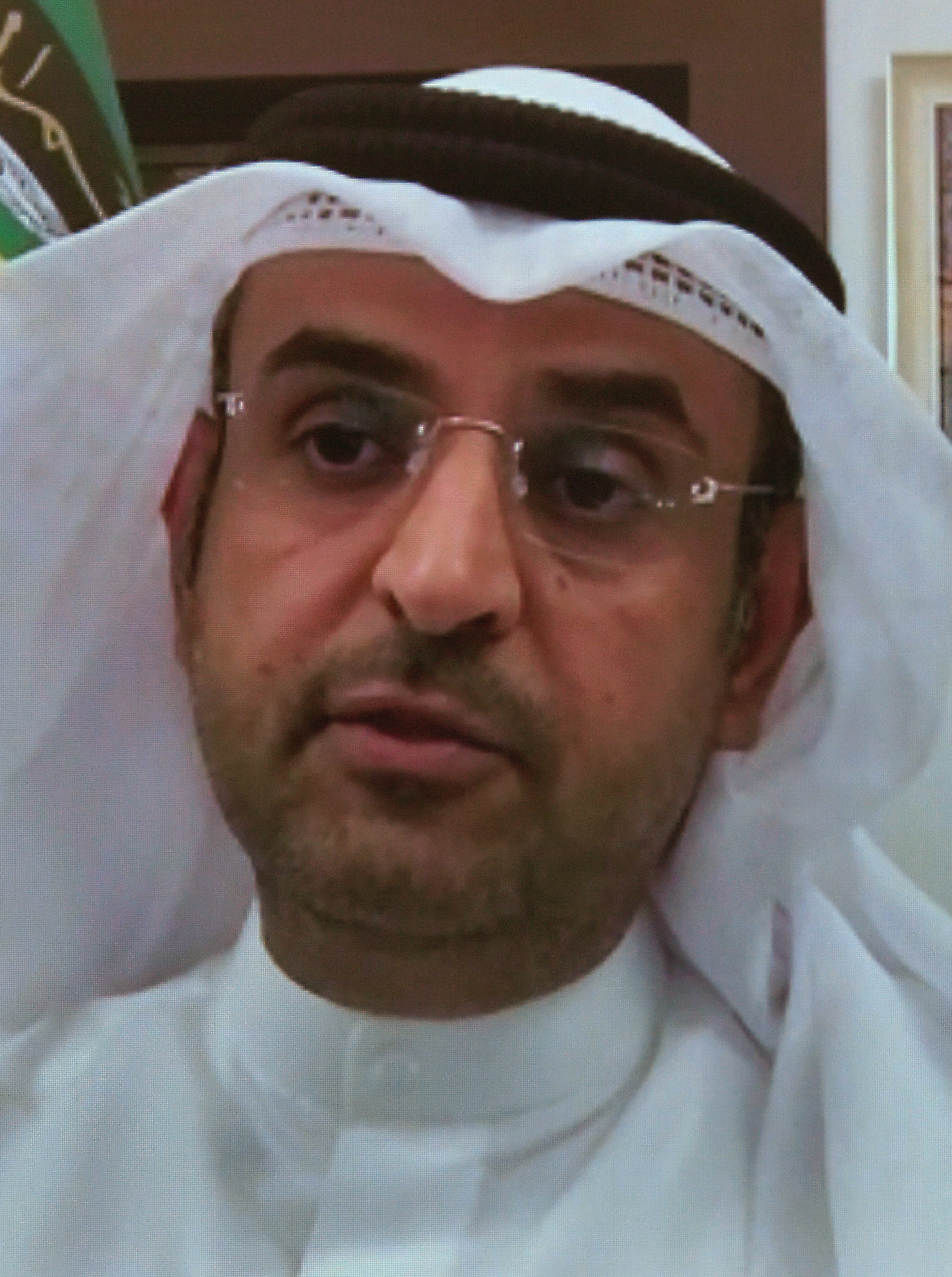
الأمانة العامة لمجلس التعاون الخليجي معالي الدكتور نايف بن فلاح الحجرف أمين عام مجلس التعاون لدول الخليج العربية